# Molino Doll
Molino Doll es una localidad y centro rural de población con junta de gobierno de 3ª categoría del distrito Rincón del Doll del departamento Victoria, en la provincia de Entre Ríos, Argentina. Se desarrolla linealmente sobre la ruta provincial 11, 30 km al sudeste de Diamante y 40 km al noroeste de Victoria, a orillas del arroyo Doll.
La población de la localidad, es decir sin considerar el área rural, era de 123 personas en 1991 y de 84 en 2001. La población de la jurisdicción de la junta de gobierno era de 84 habitantes en 2001.
En el arroyo se puede apreciar una represa colapsada; construida con piedras y cascadas artificiales, la cual alimentaba a su vez al molino harinero, que da nombre al pueblo. Las piedras constituyen una rareza en los arroyos de la región, son restos de la ingresión marina del cuaternario: bancos de caliza arrecifal gris blanquecina, estratificada en bancos macizos de hasta 1 m de espesor, con icnofósiles Taenidium, Thalassinoides, Arca, Ostrea, Monophoraster.
En el arroyo se practica la pesca. Además hay un camping privado que aprovecha el arroyo para generar un atractivo turístico. La localidad carece de puesto de primeros auxilios.
La junta de gobierno fue creada por decreto 4693/1993 MGJE del 24 de septiembre de 1993.